# Cerros de San Joaquín

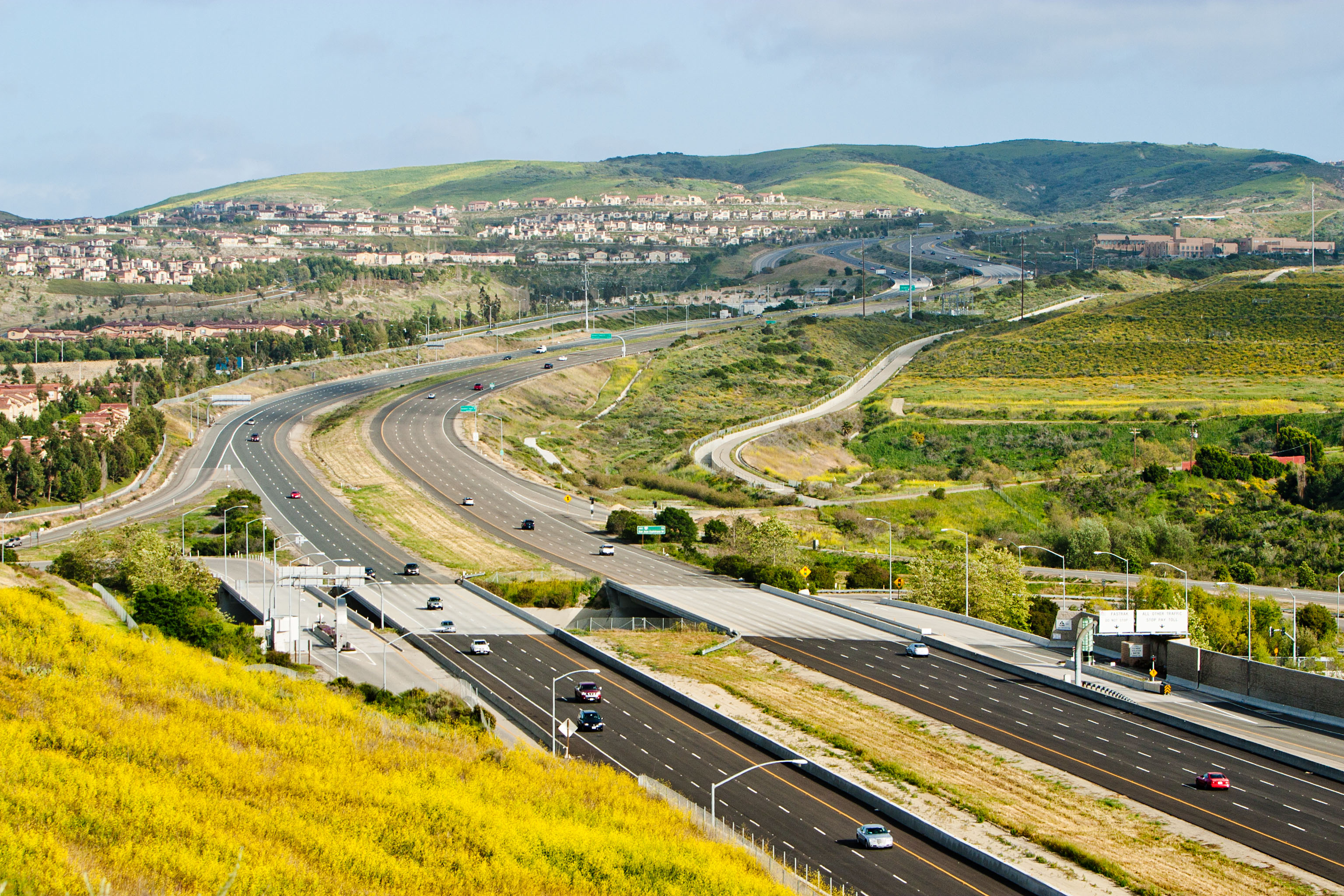
Vista aérea de los cerros atravesados por la Ruta 73.

Los cerros de San Joaquín son unas colinas costeras en el condado de Orange en California. Se extienden en dirección noroeste-suroeste, desde la región noroccidental de la playa de Newport en el extremo austral de la cuenca de Los Ángeles, para luego dirigirse en dirección sureste hacia San Juan Capistrano.

## Historia
Los cerros toman sun nombre del Rancho San Joaquín, que perteneció a don José Andrés Sepúlveda. Formado en el año 1842 mediante la fusión de dos haciendas más pequeñas, este rancho incluía la parte norte de los cerros y el Cañón de la Laguna como su límite sur. Posteriormente, el rancho de San Joaquín se convertiría en el rancho de Irvine.